# Lijst van Surinaamse olympische vlaggendragers
Dit is een lijst van Surinaamse olympische vlaggendragers. Vlaggendragers dragen de nationale vlag van hun land tijdens de openingsceremonie van de Olympische Spelen.
| #  | Jaar | Seizoen | Vlagdrager       | Sport                    |
| -- | ---- | ------- | ---------------- | ------------------------ |
| 1  | 1960 | Zomer   | Wim Esajas       | Atletiek (geen deelname) |
| 2  | 1968 | Zomer   | Eddy Monsels     | Atletiek                 |
| 3  | 1972 | Zomer   | Sammy Monsels    | Atletiek                 |
| 4  | 1976 | Zomer   | Ricardo Elmont   | Judo                     |
| 5  | 1984 | Zomer   | Siegfried Cruden | Atletiek                 |
| 6  | 1988 | Zomer   | Anthony Nesty    | Zwemmen                  |
| 7  | 1992 | Zomer   | Tommy Asinga     | Atletiek                 |
| 8  | 1996 | Zomer   | Enrico Linscheer | Zwemmen                  |
| 9  | 2000 | Zomer   | Letitia Vriesde  | Atletiek                 |
| 10 | 2004 | Zomer   | Letitia Vriesde  | Atletiek                 |
| 11 | 2008 | Zomer   | Anthony Nesty    | Zwemmen (geen deelname)  |
| 12 | 2012 | Zomer   | Chinyere Pigot   | Zwemmen                  |
| 13 | 2016 | Zomer   | Sören Opti       | Badminton                |
| 14 | 2020 | Zomer   | Renzo Tjon-A-Joe | Zemmen                   |
| 15 | 2024 | Zomer   | Kaelyn Djoparto  | Zwemmen                  |
| 15 | 2024 | Zomer   | Irvin Hoost      | Zwemmen                  |